# Stadio Józef Piłsudski (Bydgoszcz)
Lo Stadio Józef Piłsudski (in polacco Stadion Miejski im. Marszałka Józefa Piłsudskiego, "Stadio municipale maresciallo Józef Piłsudski"),  già noto come Stadio Polonia Bydgoszcz (in polacco Stadion Polonii Bydgoszcz), è uno stadio della città polacca Bydgoszcz di proprietà dello stato.
Il 6 ottobre 2016 il consiglio comunale ha approvato il cambio di denominazione dell'impianto da Stadio Polonia Bydgoszcz a Stadio municipale maresciallo Józef Piłsudski.